# Argyrodes tripunctatus
Argyrodes tripunctatus är en spindelart som beskrevs av Simon 1877. Argyrodes tripunctatus ingår i släktet Argyrodes och familjen klotspindlar.
Artens utbredningsområde är Filippinerna. Inga underarter finns listade i Catalogue of Life.